# Skinlab
Gli Skinlab sono un gruppo Thrash/Groove metal formatosi nel 1995 a San Francisco, California.

## Formazione

### Formazione attuale
- Steev Esquivel - voce, basso (1994-2003, 2007-presente)
- Steve Green - chitarra (1998-2003, 2007-2011, 2018-presente)
- Fabian Vestod - batteria (2018-presente)
- Marco Medina Rivera - chitarra (2018-presente)

### Ex componenti
- Paul Hopkins - batteria (1994-2003, 2007-2018)
- Glen Telford - chitarra (2003-2006, 2009)
- Mike Roberts - chitarra (1994-1998, 2010, 2016-2017)
- Gary Wendt - chitarra (1995-1997, 2016-2017)
- Scott Sargeant - chitarra (1998-2003)

## Discografia
- 1997 - Bound, Gagged and Blindfolded
- 1998 - Eyesore (EP)
- 1999 - Disembody: The New Flesh
- 2002 - Revolting Room
- 2004 - Nerve Damage
- 2008 - Skinned Alive
- 2019 - Venomous